# Campeonato Panamericano de Béisbol Sub-12 de 2012
El Campeonato Panamericano de Béisbol Sub-12 de 2012 con categoría Infantil AA, se disputó en Barranquilla, Colombia del 2 al 8 de noviembre de 2012. El oro se lo llevó Panamá por primera vez.

## Equipos participantes
- Brasil
- Colombia
- Panamá
- Perú
- República Dominicana

## Ronda de Clasificación

### Posiciones
| Pos | Equipo               | JG | JP | PCT   | JV |
| --- | -------------------- | -- | -- | ----- | -- |
| 1   | Panamá               | 4  | 0  | 1,000 | -  |
| 2   | Colombia             | 3  | 1  | ,750  | 1  |
| 3   | Brasil               | 2  | 2  | ,500  | 2  |
| 4   | República Dominicana | 1  | 3  | ,250  | 3  |
| 5   | Perú                 | 0  | 4  | ,000  | 4  |

|  |                             |
|  | Clasificados a Ronda Final. |

### Resultados
| Fecha          | Visitante            | Resultado | Local                |
| -------------- | -------------------- | --------- | -------------------- |
| 2 de noviembre | Panamá               | 1-0       | Brasil               |
| 2 de noviembre | Colombia             | 15-0      | Perú                 |
| 3 de noviembre | Perú                 | 0-15      | Panamá               |
| 3 de noviembre | República Dominicana | 2-12      | Colombia             |
| 4 de noviembre | República Dominicana | 2-3       | Brasil               |
| 4 de noviembre | Colombia             | 4-9       | Panamá               |
| 5 de noviembre | Perú                 | 2-5       | República Dominicana |
| 5 de noviembre | Brasil               | 2-6       | Colombia             |

## Ronda final
|  | Semifinales          | Semifinales    |   |                | Final                | Final |  |
|  |                      |                |   |                |                      |       |  |
|  |                      |                |   |                |                      |       |  |
|  | 7 de noviembre       |                |   |                |                      |       |  |
|  | Panamá               | 8              |   |                |                      |       |  |
|  | República Dominicana | 1              |   |                |                      |       |  |
|  |                      |                |   |                |                      |       |  |
|  |                      |                |   |                | 8 de noviembre       |       |  |
|  |                      |                |   |                | Panamá               | 10    |  |
|  |                      | Colombia       | 0 |                |                      |       |  |
|  |                      |                |   |                |                      |       |  |
|  |                      |                |   |                |                      |       |  |
|  |                      |                |   |                | Tercer lugar         |       |  |
|  | 7 de noviembre       | 7 de noviembre |   | 8 de noviembre | 8 de noviembre       |       |  |
|  | Colombia             | 9              |   | Brasil         |                      |       |  |
|  | Brasil               | 1              |   |                | República Dominicana |       |  |

## Premiados
| Categoría            | Ganador               |
| -------------------- | --------------------- |
| Jugador más valioso  | Carlos Zaldivar       |
| Mejor Bateador       | Andrés Galeano        |
| Mejor Slugger        | Andrés Galeano        |
| Cuadrangulares       | Carlos Zaldivar       |
| Carreras Anotadas    | Andrés Galeano        |
| Carreras Immpulsadas | Carlos Zaldivar       |
| Bases Robadas        | Leandro Emiliani      |
| Efectividad          | Ciro Akiyoshi Higashi |
| Juegos Ganados       | Ciro Akiyoshi Higashi |

## Resultados
| Posición | Selección            | Victorias | Derrotas |
| -------- | -------------------- | --------- | -------- |
|          | Panamá               | 6         | 0        |
|          | Colombia             | 4         | 2        |
|          | Brasil               | 3         | 3        |
| 4°       | República Dominicana | 1         | 5        |
| 5°       | Perú                 | 0         | 4        |